# Un jour d'été
Un jour d'été è il primo album in studio della cantante francese Amel Bent, pubblicato il 30 novembre 2004.

## Tracce
1. Je suis (Charbonnel, Devier, Gallerne) – 3:18
2. Ma philosophie (Bent, Georgiades, Mackichan) – 3:23
3. Le temps passe (Bent, D.R., Gallerne, Milan) – 3:14
4. Le droit à l'erreur (D.R., Molondo, Welgryn) – 4:01
5. Mes racines (Bent, D.R., Kabala) – 3:38
6. Ne retiens pas tes larmes (D.R., Sitbon) – 3:43
7. Pardonnez-moi (D.R., James, Westrich) – 4:46
8. J'attends (D.R., Dufour, Welgryn) – 3:39
9. Quand elle chante (Bent, D.R., Farley, Mahy) – 3:59
10. Auprès des miens (Charbonnel, Devier, Gallerne) – 3:26
11. Partis trop tôt (featuring Kery James) (Foks, James) – 4:10
12. Je me sens vivre (D.R., Godebama, Kabala, Ngung) – 3:23
13. Ne retiens pas tes larmes (piano voix) (D.R., Sitbon) – 3:54